# Alfredo del Mazo González
Alfredo Hilario Isidro del Mazo González (Toluca, Estado de México; 31 de diciembre de 1943-10 de enero de 2019) fue un político mexicano, perteneciente al Partido Revolucionario Institucional, que desempeñó varios cargos en el gobierno de su país. Fue gobernador del Estado de México, secretario de Energía, Minas e Industria Paraestatal y candidato a jefe de Gobierno del Distrito Federal por el PRI en las primeras elecciones para ese cargo.

## Biografía
Alfredo del Mazo González nació en la capital del Estado de México, hijo del también exgobernador Alfredo del Mazo Vélez, que posteriormente ocupó la titularidad de la Secretaría de Recursos Hidráulicos en el gobierno de Adolfo López Mateos. Fue padre del político mexicano Alfredo del Mazo Maza.
Fue licenciado en administración de empresas egresado de la Universidad Nacional Autónoma de México con una especialización en el Bankers Trust en los Estados Unidos. Inició su carrera política dentro del gobierno como vicepresidente de la Comisión Nacional Bancaria y de Seguros, de donde pasó a ocupar cargos en la secretaría de Hacienda y Crédito Público como director de Deuda Pública en 1977 y director de Instituciones Nacionales de Crédito en 1978, y posteriormente director general del Banco Obrero. Desde ese cargo fue nominado candidato del PRI a gobernador del Estado de México en 1981 por decisión del entonces presidente José López Portillo y en contra de la opinión del entonces gobernador Jorge Jiménez Cantú y del regente capitalino Carlos Hank González, quienes preferían la postulación de Leonardo Rodríguez Alcaine.

### Gobernador del Estado de México
Fue elegido e inició su periodo gubernamental el 16 de septiembre de 1981. Durante su gobierno ocurrió el desastre de las explosiones de San Juan Ixhuatepec, localidad conocida como San Juanico, el 19 de noviembre de 1984, en que a causa de la negligencia en la seguridad en una instalación de gas de PEMEX se produjo una explosión de los tanques almacenadores de gas que causó la muerte de más de 500 personas.

### Secretario de Energía, Minas e Industria Paraestatal
Desde los inicios de su carrera en la Secretaría de Hacienda, Del Mazo había forjado una fuerte amistad con el nuevo presidente de la república, Miguel de la Madrid, quien incluso llegó a declarar que el gobernador mexiquense era «el hermano menor que nunca tuvo», por lo cual se esperaba un futuro prometedor para Del Mazo. En un inicio De la Madrid no llamó a Del Mazo a su gabinete, pero en 1986 lo designó secretario de Energía, Minas e Industria Paraestatal por lo que renunció a la gubernatura del Estado —iniciando una larga serie de gobernadores que no terminaban los periodos para los que habían sido elegidos— e inmediatamente fue visto como uno de los principales aspirantes a la candidatura del PRI a la presidencia, junto con el secretario de Programación y Presupuesto Carlos Salinas de Gortari y el de Gobernación Manuel Bartlett Díaz. Su padre también había sido precandidato presidencial en el ritual sucesorio priista al final del sexenio de Miguel Alemán
Aunque finalmente el PRI nombró oficialmente a seis aspirantes —el término oficial usado fue distinguidos priistas— a la presidencia, las preferencias se polarizaron entre Salinas y Del Mazo para esperar el dedazo —selección personal— del presidente De la Madrid.
Entonces Alfredo del Mazo protagonizó uno de los episodios más particulares de la política mexicana: el 4 de octubre de 1987 ocurriría el llamado destape, es decir, el PRI anunciaría el nombre de su candidato de unidad a la presidencia; muy temprano ese día Alfredo del Mazo recibió de alguna manera la noticia de que él no era el candidato elegido por Miguel de la Madrid, pero tampoco lo sería Carlos Salinas de Gortari, sino otro de los seis aspirantes: el procurador Sergio García Ramírez, y lo felicitó públicamente; lo que causó una reacción inmediata de los medios de comunicación y en muchos políticos que corrieron a felicitar a García Ramírez, llevando incluso propaganda y mantas de apoyo; sin embargo, él no era el elegido, en ese mismo momento el PRI anunciaba oficialmente que su candidato era Carlos Salinas de Gortari, ante lo cual Alfredo del Mazo quedó en un doble ridículo, al no obtener la nominación y aún más al haberse equivocado públicamente de candidato, por lo cual se negó a aparecer en público y felicitar a Salinas; aunque lo hizo posteriormente, su situación en el gabinete se hizo cada vez más insostenible, finalmente en marzo de 1988 se separó de la Secretaría de Energía para ser designado embajador de México en Bélgica, lo que constituía un destierro político.

### Candidato a jefe de Gobierno del D. F.
En el gobierno de Ernesto Zedillo ocupó inicialmente el cargo de director del INFONAVIT, desde este cargo en 1997 sorprendentemente saltó al primer plano de la política, ese año se llevarían a cabo por primera vez las elecciones para jefe de Gobierno del Distrito Federal y el PRI anunció que elegiría a su candidato mediante una convención abierta y democrática ante la cual se registró como precandidato frente al precandidato oficial y favorito del presidente Zedillo: el procurador de Justicia del Distrito Federal José Antonio González Fernández, derrotándolo en la convención y convirtiéndose en candidato al gobierno del Distrito Federal, pronto se supo que Del Mazo había recibido al apoyo de destacados priistas entre los cuales descollaba Carlos Hank González que habían logrado derrotar al presidente de la República y a su precandidato, —posteriormente ocurriría la misma situación cuando Hank apoyaría para la candidatura del PRI a la presidencia a Roberto Madrazo Pintado—; en las elecciones constitucionales Alfredo del Mazo se enfrentó a los candidatos del PRD Cuauhtémoc Cárdenas Solórzano y del PAN Carlos Castillo Peraza, las elecciones polarizaron a la opinión pública y finalmente el 6 de julio de 1997 se llevaron a cabo las elecciones, en las que triunfó Cuauhtémoc Cárdenas Solórzano, quedando Del Mazo en segundo lugar, al término de las elecciones.

### Citas
1. ↑  Redacción (10 de enero de 2019). «Falleció Alfredo del Mazo González, padre del gobernador del Estado de México». Infobae. Consultado el 11 de enero de 2019.
2. ↑  Castañeda, Jorge G. (1999). La herencia: arqueología de la sucensión presidencial en México. México: Alfaguara. ISBN 968-19-0573-3.